# Rasteau (VDN)
Pour l’article homonyme, voir Rasteau.
Le rasteau est l'un des deux vins doux naturels du vignoble de la vallée du Rhône, le second est le muscat de Beaumes-de-Venise, les deux étant produits dans le département de Vaucluse.
Le vin doux naturel rasteau, produit sur les communes de Cairanne, Rasteau et Sablet, fait partie de l'appellation rasteau qui compte aussi des vins rouges produits uniquement sur la commune de Rasteau.

## Histoire
Les premières traces écrites du vignoble de Rasteau datent de l'an 1005. C'était alors une mense dépendante de l'évêque de Vaison-la-Romaine.
Le cahier des charges de l'appellation rasteau (comprenant les différents VDN et le vin rouge) a été modifié en janvier 2024.

### Étymologie
La plus ancienne graphie attestée est de Rastellum, reprenant le vocable latin rastellum (râteau). C'est une métaphore d'origine oronymique.

## Vignoble
L'aire d'appellation du rasteau se situe dans la partie française de la vallée du Rhône, dans le Nord du département de Vaucluse, entre les vallées de l'Eygues et de l'Ouvèze, sur la seule commune de Rasteau. Il s'agit d'une des appellations des côtes du Rhône méridionales, bordée par l'aire produisant le cairanne à l'ouest, celle du côtes-du-rhône-villages Roaix en amont (au nord-est) et du côtes-du-rhône-villages Séguret en aval (sur la rive gauche de l'Ouvèze, au sud-est).

### Orographie et géologie
Le village émerge au-dessus de ses vignes plantées soit en terrasses, soit en croupes arrondies, la quasi-totalité de son vignoble se situe sur la « montagne » de Ventabren. Les pentes de ses coteaux exposés plein sud font un paravent au mistral.
La « montagne » de Ventabren est une ancienne terrasse du diluvium alpin composée d'une matrice d'argile rouge, très riche en galets roulés de quartz et de calcaire gris.

### Climatologie
Ce terroir est situé dans la zone d’influence du climat méditerranéen. Les étés sont chauds et secs, liés à la remontée en altitude des anticyclones subtropicaux, entrecoupés d’épisodes orageux parfois violents. Les hivers sont doux. Les précipitations sont peu fréquentes et la neige rare. Le climat de ce terroir est soumis à un rythme à quatre temps : deux saisons sèches (une brève en hiver, une très longue et accentuée en été), deux saisons pluvieuses, en automne (pluies abondantes et brutales) et au printemps. Sa spécificité est son climat méditerranéen qui constitue un atout exceptionnel :
- Le mistral assainit le vignoble ;
- La saisonnalité des pluies est très marquée ;
- Les températures sont très chaudes pendant l'été.

La station météorologique d'Orange (sur la BA 115 d'Orange-Caritat, à 57 mètres d'altitude : 44° 08′ 40″ N, 4° 51′ 39″ E) est à treize kilomètres au sud-ouest de l'aire d'appellation.

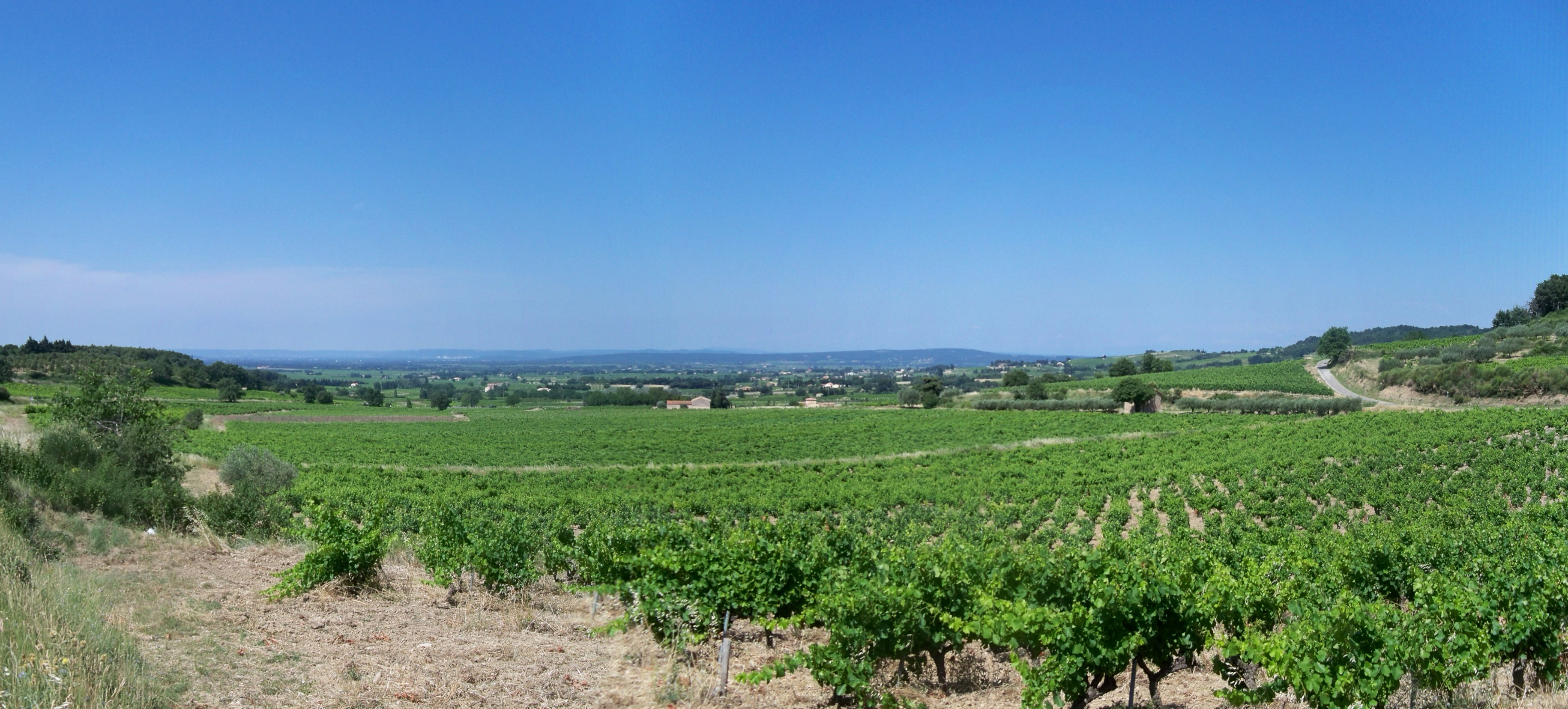
Vignobles de Rasteau.

| Mois                              | jan. | fév. | mars | avril | mai  | juin | jui. | août | sep.  | oct. | nov. | déc. | année |
| --------------------------------- | ---- | ---- | ---- | ----- | ---- | ---- | ---- | ---- | ----- | ---- | ---- | ---- | ----- |
| Température minimale moyenne (°C) | 2,1  | 2,4  | 5,3  | 7,9   | 11,9 | 15,6 | 18   | 17,7 | 14    | 10,6 | 6    | 2,8  | 9,5   |
| Température moyenne (°C)          | 6,2  | 7,2  | 10,8 | 13,6  | 17,7 | 21,9 | 24,5 | 24,2 | 19,7  | 15,4 | 10,1 | 6,7  | 14,8  |
| Température maximale moyenne (°C) | 10,3 | 11,9 | 16,2 | 19,3  | 23,6 | 28,1 | 31,1 | 30,8 | 25,5  | 20,3 | 14,2 | 10,6 | 20,2  |
| Nombre de jours avec gel          | 9,2  | 7,4  | 2,1  | 0     | 0    | 0    | 0    | 0    | 0     | 0,1  | 2,3  | 8,1  | 29,2  |
| Précipitations (mm)               | 54,8 | 36,6 | 44,5 | 63    | 60,1 | 37,4 | 38,4 | 40,2 | 105,3 | 94,5 | 96,6 | 48,2 | 719,6 |

| Diagramme climatique                                  |             |             |           |              |              |            |              |             |              |           |             |
| J                                                     | F           | M           | A         | M            | J            | J          | A            | S           | O            | N         | D           |
| 10,32,154,8                                           | 11,92,436,6 | 16,25,344,5 | 19,37,963 | 23,611,960,1 | 28,115,637,4 | 31,11838,4 | 30,817,740,2 | 25,514105,3 | 20,310,694,5 | 14,2696,6 | 10,62,848,2 |
| Moyennes : • Temp. maxi et mini °C • Précipitation mm |             |             |           |              |              |            |              |             |              |           |             |

## Vins
Les données de production des années récentes, telles que publiées par les Douanes, sont :
| Année | rasteau grenat  | rasteau grenat  | rasteau grenat    | rasteau rosé    | rasteau rosé    | rasteau rosé      | rasteau blanc             | rasteau blanc             | rasteau blanc             |
| Année | superficie (ha) | production (hl) | rendement (hl/ha) | superficie (ha) | production (hl) | rendement (hl/ha) | superficie (ha)           | production (hl)           | rendement (hl/ha)         |
| ----- | --------------- | --------------- | ----------------- | --------------- | --------------- | ----------------- | ------------------------- | ------------------------- | ------------------------- |
| 2020  | 2,73            | 59              | 22                | 2,98            | 73              | 25                | ?                         | ?                         | ?                         |
| 2021  | 1,08            | 29              | 27                | 8,51            | 208             | 24                | ?                         | ?                         | ?                         |
| 2022  | 13,1            | 340             | 26                | 3,34            | 93              | 28                | données confidentialisées | données confidentialisées | données confidentialisées |
| 2023  | 7,94            | 209             | 26                | 8,14            | 230             | 28                | données confidentialisées | données confidentialisées | données confidentialisées |
| 2024  | 6,49            | 171             | 26                | 11,1            | 309             | 28                | 1,44                      | 37                        | 25                        |

### Vinification
Pour le rasteau doré le grenache noir est vinifié en rosé, issu de la saignée d'une cuve (soutirage du jus d'une cuve après une courte macération de quelques heures), qui sera muté par ajout d'alcool neutre vinique qui arrêtera la fermentation et permettra de conserver le sucre naturellement présent dans le jus de raisin. Tandis que pour le rasteau rouge les raisins sont foulés et macèrent en cuve. Lors du mutage, qui arrête toute fermentation, le moût conserve une partie des sucres naturels des raisins. Le vin obtenu est donc naturellement sucré, naturellement doux. Le degré minimum de l'AOC rasteau VDN est de 15° d'alcool acquis. Ce vin peut vieillir de trois à huit ans pour les dorés et jusqu'à dix ans et plus pour les rouges.

### Gastronomie

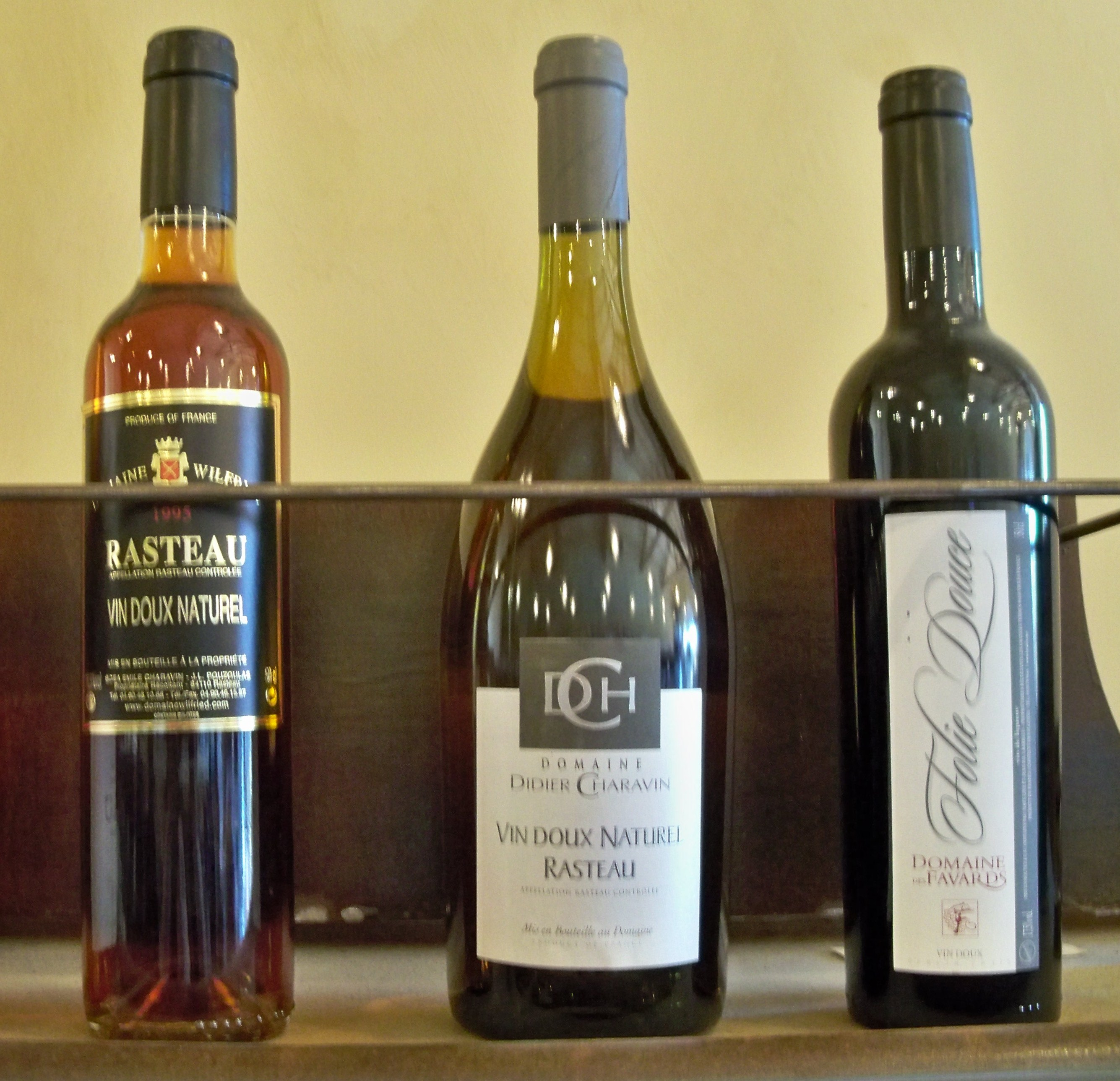
Bouteilles de rasteau VDN au Palais du vin.

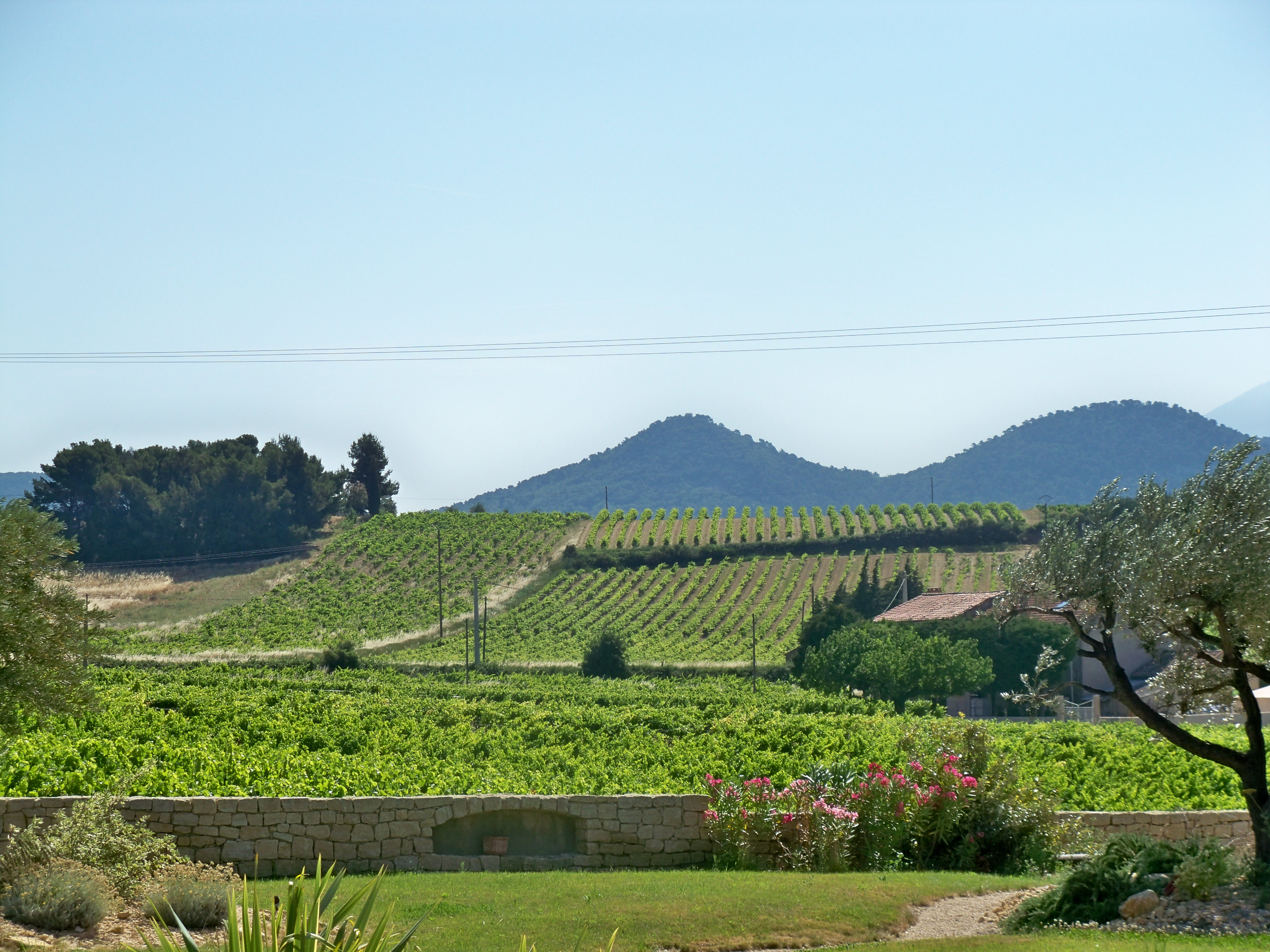
Terroir de Rasteau.

Implanté sur un dépôt de moraines composé de marnes argileuses grises recouvertes de cailloutis et de galets, le grenache, cépage principal de l'appellation, atteint très facilement le stade de la surmaturation avec des taux de sucre de l'ordre de 260 à 300 g par litre. Dans ces conditions, il est quasiment impossible à des vinificateurs d'élaborer un vin classique.
Après des vendanges faites à la main, on mute ce moût en cours de fermentation. Cela permet d'obtenir deux styles de vin doux naturel. Le rasteau ambré à la robe ambrée et aux arômes de fruits secs, d'abricot et de miel ; le rasteau grenat qui a un nez de pruneaux cuits et d'épices chaudes évoluant, en cours de vieillissement, vers un type rancio. Dans les deux cas, la bouche est ample, fondante et harmonieuse.
Rafraîchi à 8/10°, le rasteau doré se déguste à l'apéritif ou au cours du repas, accompagné de foie gras, d'un plat à base de curry ou de paprika. Il est parfait sur un fromage à pâte persillée, des fruits d'été épicés de poivre et de coriandre, un dessert à base de miel, sur de la pâte de coing ou des abricots secs.
Le rasteau rouge se déguste à 12°. Il accompagne parfaitement son voisin, le melon de Cavaillon. Il forme un couple parfait avec le gibier : chevreuil, faisan, de même qu'avec les volailles et les ris de veau.
Les deux styles de rasteau s'accordent avec bonheur aux pruneaux cuits, aux noisettes, aux dattes et aux figues sèches, aux desserts à base de chocolat, café ou orange.
| brebis    | chèvre                   | vache               | VDN    |
| --------- | ------------------------ | ------------------- | ------ |
|           |                          | Bleu d'Auvergne     | ambré  |
|           |                          | Boulette de Cambrai | grenat |
|           | Brin d'amour             |                     | grenat |
| Brocciu   |                          |                     | ambré  |
|           |                          | Camembert           | grenat |
|           | Crottin de Chavignol     |                     | grenat |
|           |                          | Dauphin             | grenat |
| Morbier   |                          |                     | ambré  |
|           |                          | Munster             | grenat |
|           | Pélardon                 |                     | grenat |
| Roquefort |                          |                     | ambré  |
|           | Saint-marcellin          |                     | grenat |
|           | Sainte-maure-de-touraine |                     | grenat |
|           | Valençay                 |                     | grenat |

### Millésimes
Ils correspondent à ceux du vignoble de la vallée du Rhône. Ils sont notés : année exceptionnelle , grande année , bonne année ***, année moyenne **, année médiocre *.
| Caractéristiques | Article de qualité | ***                | ***                | Bon article        | Article de qualité | Bon article        | Bon article        | ***                | Bon article | Bon article        |
| Millésimes 1990 | 1999               | 1998               | 1997               | 1996               | 1995               | 1994               | 1993               | 1992               | 1991        | 1990               |
| Caractéristiques | ***                | ***                | **                 | ***                | Bon article        | **                 | **                 | **                 | ***         | Article de qualité |
| Millésimes 1980 | 1989               | 1988               | 1987               | 1986               | 1985               | 1984               | 1983               | 1982               | 1981        | 1980               |
| Caractéristiques | Article de qualité | Article de qualité | Bon article        | ***                | Article de qualité | **                 | Bon article        | ***                | Bon article | Article de qualité |
| Millésimes 1970 | 1979               | 1978               | 1977               | 1976               | 1975               | 1974               | 1973               | 19722              | 1971        | 1970               |
| Caractéristiques | Bon article        | Article de qualité | Bon article        | **                 | ***                | Bon article        | ***                | **                 | **          | Article de qualité |
| Millésimes 1960 | 1969               | 1968               | 1967               | 1966               | 1965               | 1964               | 1963               | 1962               | 1961        | 1960               |
| Caractéristiques | **                 | *                  | Article de qualité | Article de qualité | ***                | ***                | **                 | **                 | ***         | Article de qualité |
| Millésimes 1950 | 1959               | 1958               | 1957               | 1956               | 1955               | 1954               | 1953               | 1952               | 1951        | 1950               |
| Caractéristiques | Bon article        | Bon article        | Article de qualité | Bon article        | Bon article        | ***                | Bon article        | Article de qualité | **          | Article de qualité |
| Millésimes 1940 | 1949               | 1948               | 1947               | 1946               | 1945               | 1944               | 1943               | 1942               | 1941        | 1940               |
| Caractéristiques | Article de qualité | Article de qualité | Article de qualité | Bon article        | Article de qualité | **                 | Article de qualité | Bon article        | **          | **                 |
| Millésimes 1930 | 1939               | 1938               | 1937               | 1936               | 1935               | 1934               | 1933               | 1932               | 1931        | 1930               |
| Caractéristiques | *                  | Bon article        | Bon article        | ***                | **                 | Article de qualité | Article de qualité | **                 | **          | **                 |
| Millésimes 1920 | 1929               | 1928               | 1927               | 1926               | 1925               | 1924               | 1923               | 1922               | 1921        | 1920               |
| Caractéristiques | Article de qualité | Article de qualité | **                 | Bon article        | **                 | Bon article        | Bon article        | **                 | Bon article | Bon article        |
| Sources : Yves Renouil (sous la direction), Dictionnaire du vin, Éd. Féret et fils, Bordeaux, 1962 ; Alexis Lichine, Encyclopédie des vins et alcools de tous les pays, Éd. Robert Laffont-Bouquins, Paris, 1984, Les millésimes de la vallée du Rhône & Les grands millésimes de la vallée du Rhône |                    |                    |                    |                    |                    |                    |                    |                    |             |                    |

Soit sur 90 ans, 24 années exceptionnelles, 26 grandes années, 16 bonnes années, 22 années moyennes et 2 années médiocres.

### Principaux producteurs
- Domaine Martin
- Cave des vins de Rasteau
- SCEA Domaine Les Girasols
- Domaine Coteaux Travers
- Domaine Wilfried
- Domaine de Beaurenard
- Domaine Grand Nicolet
- Domaine Beau Mistral
- Domaine des Nymphes du Grand Jas
- Domaine Didier Charavin
- Domaine la Girardière

### Caveaux de dégustation

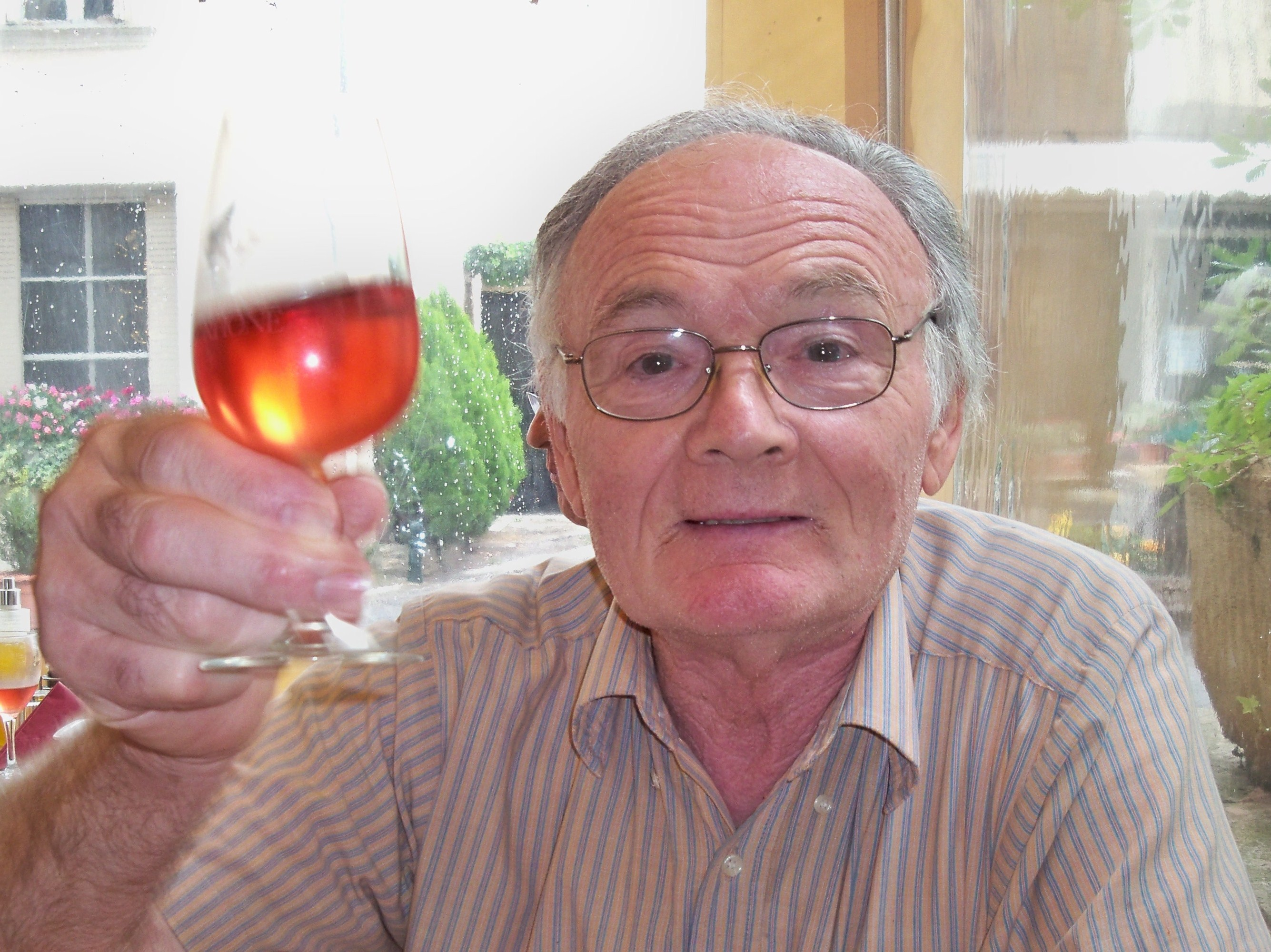
Un rayon de soleil dans un rasteau ambré.

Une charte de qualité, à laquelle adhèrent caves et domaines de Rasteau, a été mise en place dans la vallée du Rhône par Inter Rhône. Elle propose trois catégories différentes d'accueil en fonction des prestations offertes par les professionnels.
La première - dite accueil de qualité - définit les conditions de cet accueil. Un panneau à l'entrée doit signaler que celui-ci est adhérent à la charte. Ce qui exige que ses abords soient en parfait état et entretenus et qu'il dispose d'un parking proche. L'intérieur du caveau doit disposer d'un sanitaire et d'un point d'eau, les visiteurs peuvent s'asseoir et ils ont de plus l'assurance que locaux et ensemble du matériel utilisé sont d'une propreté irréprochable (sols, table de dégustation, crachoirs, verres).
L'achat de vin à l'issue de la dégustation n'est jamais obligatoire. Celle-ci s'est faite dans des verres de qualité (minimum INAO). Les vins ont été servis à température idéale et les enfants se sont vu proposer des jus de fruits ou des jus de raisin. Outre l'affichage de ses horaires et des permanences, le caveau dispose de fiches techniques sur les vins, affiche les prix et offre des brochures touristiques sur l'appellation. 
Caveaux à Rasteau

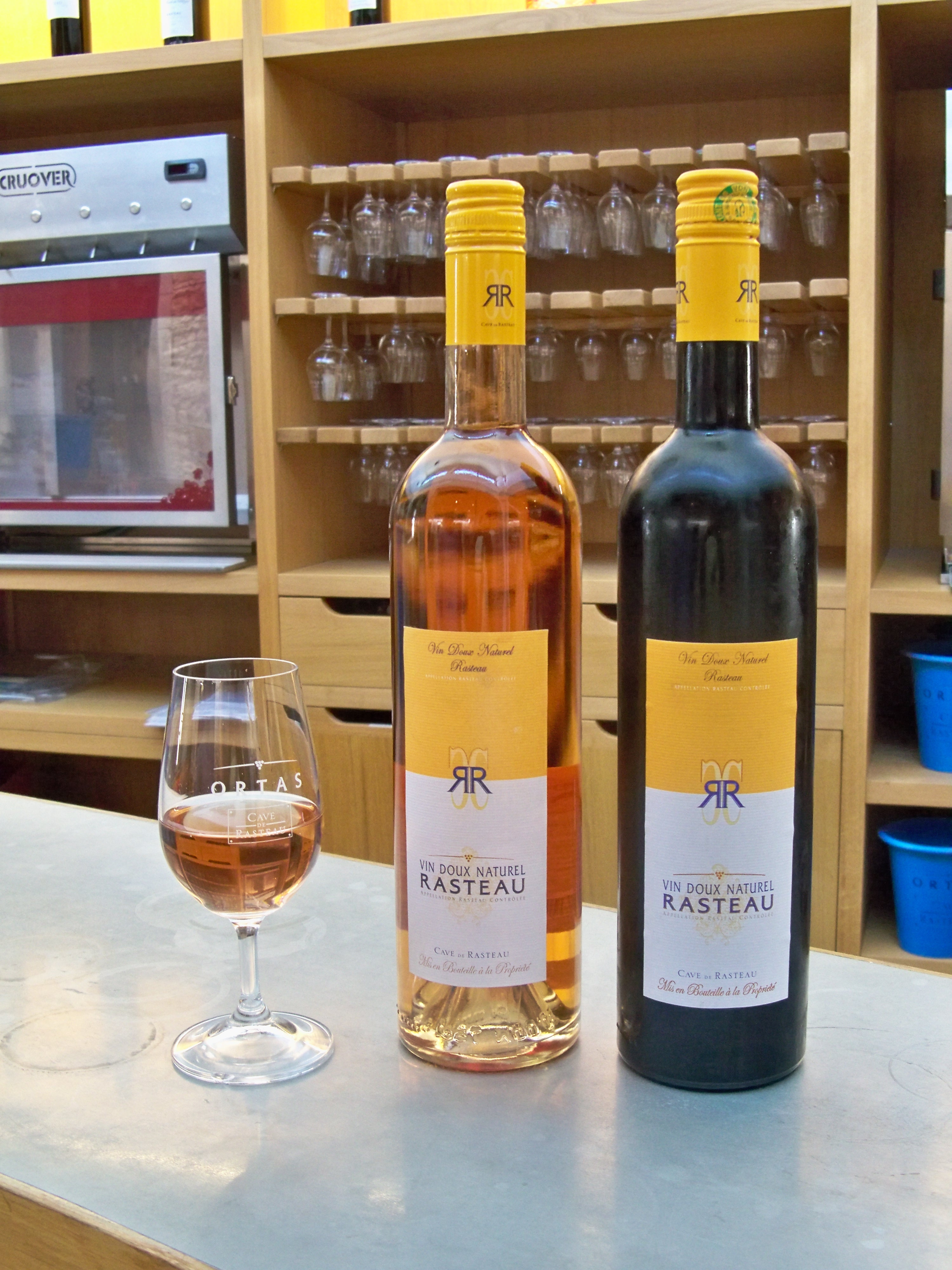
Rasteau (VDN) doré et rouge.

La seconde - dite accueil de service - précise que le caveau est ouvert cinq jours sur sept toute l'année et six jours sur sept de juin à septembre. La dégustation se fait dans des verres cristallins voire en cristal. Accessible aux personnes à mobilité réduite, il est chauffé l'hiver et frais l'été, de plus il dispose d'un éclairage satisfaisant (néons interdits). Sa décoration est en relation avec la vigne et le vin, une carte de l'appellation est affichée. Il dispose d'un site internet et fournit à sa clientèle des informations sur la gastronomie et les produits agroalimentaires locaux, les lieux touristiques et les autres caveaux adhérant à la charte. Des plus les fiches techniques sur les vins proposés sont disponibles en anglais
Caveaux à Rasteau
La troisième - dite accueil d'excellence - propose d'autres services dont la mise en relation avec d'autres caveaux, la réservation de restaurants ou d'hébergements. Le caveau assure l'expédition en France pour un minimum de vingt-quatre bouteilles. Il dispose d'un site Internet en version anglaise et le personnel d'accueil parle au moins l'anglais.
Caveaux à Rasteau

### Musée de la vigne et du vin

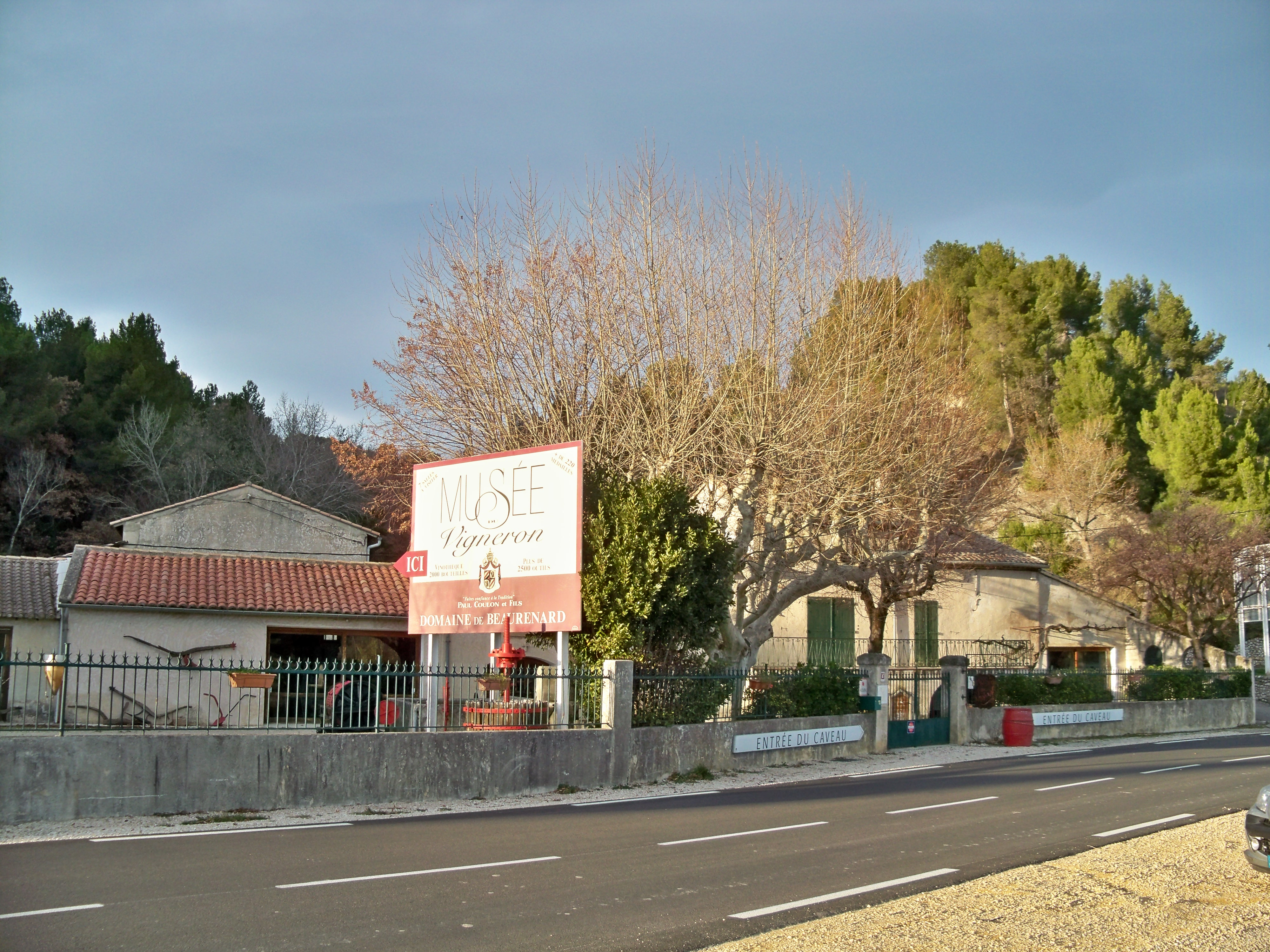
Musée du vigneron à Rasteau.

À la sortie du village, sur la route de Vaison-la-Romaine, se trouve un musée de la vigne et du vin qui permet de découvrir, en cours de visite des sept salles, des outils vignerons, les anciens système de soins de la vigne (sulfatage), toute une collection de cartes postales anciennes sur la viticulture vauclusienne. Ce tour d'horizon se termine par une dégustation des vins du propriétaire, vigneron à Rasteau et à Châteauneuf-du-Pape.